# برومات الصوديوم
برومات الصوديوم هو مركب كيميائي له الصيغة NaBrO3، ويوجد على شكل بلورات عديمة الرائحة أو على شكل مسحوق بلوري أبيض.

## الخواص
- ينحل بالماء البارد بمقدار 40 غ / 100 مل، وبالماء الساخن 100 غ / 100 مل ماء بتفاعل معتدل.
- يتفكك مركب يرومات الصوديوم بالتسخين محرراً غاز الأكسجين.

## التحضير
يحضر هذا المركب وذلك بتمرير غاز البروم على محلول ساخن من الصودا الكاوية فيتشكل لدينا كل من برومات الصوديوم وبروميد الصوديوم
حيث تتم عملية الفصل بينهما من خلال عملية التبلور.